# Поза Ромберга

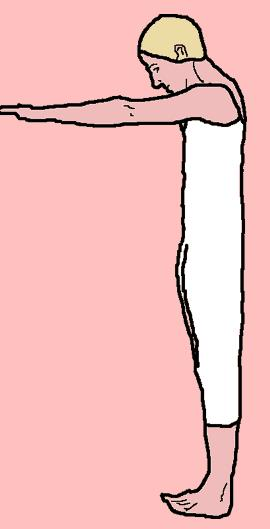
Поза Ромберга

Поза Ро́мберга — обычно это положение стоя со сдвинутыми вместе стопами, с закрытыми глазами и вытянутыми прямо перед собой руками.

## Применение
Выявляет изменения равновесия (пошатывание или даже падение — «симптом Ромберга») при выключении зрения. В тех случаях, когда нарушение равновесия выявляется недостаточно чётко (при медицинской диагностике), предлагают усложнить позу, например, поставить стопы по одной линии — одну впереди другой. Симптом Ромберга выявляется при поражении мозжечка и его связей с другими отделами центральной нервной системы, расстройствах функции вестибулярного анализатора, нарушении глубокой чувствительности вследствие поражения спинного мозга, а также при полиневрите. Преимущественное направление пошатывания (отклонения) в позе Ромберга в ряде случаев имеет диагностическое значение. Например, при поражении мозжечка больной отклоняется главным образом в сторону пораженного полушария. Пошатывание в позе Ромберга может наблюдаться и при отсутствии органических изменений нервной системы (например, при неврозах).
Поза Ромберга широко применяется в спорте для оценки координационных способностей.

## Модификации позы Ромберга
В настоящее время применяются различные варианты позы Ромберга для оценки влияния зрения на способность поддерживать вертикальное положение, отличающиеся как видом принимаемой позы, так и использованием измерительных приборов для количественной оценки результата. Например, при выполнении теста на стабилометрической платформе, нередко используется простая вертикальная поза с опущенными вдоль туловища руками и вариантами расположения стоп, а для различения результатов исследуются стабилометрические показатели. Более простой инструментальный контроль предполагает использование секундомера для оценки времени твёрдого удерживания позы Ромберга.